# Valverde (Sicilia)
Valverde (Bedduvirdi o Bedduviddi en siciliano) es una comuna siciliana de 7.245 habitantes de la provincia de Catania. Su superficie es de 5 km². Su densidad es de 1449 hab/km². Las comunas limítrofes son Aci Bonaccorsi, Aci Castello, Aci Catena, Aci Sant'Antonio, San Giovanni la Punta, y San Gregorio di Catania.

## Evolución demográfica
| Gráfica de evolución demográfica de Valverde entre 1861 y 2001 |
|                                                                |
| Fuente ISTAT - elaboración gráfica de Wikipedia                |